# 김승혁
김승혁(1986년 4월 5일~)은 대한민국의 골프 선수이다. 금강주택 소속으로 활동하고 있다.